# Zorin OS
Zorin OS ist eine Ubuntu-basierte Linux-Distribution, die sich vor allem an Windows-Umsteiger richtet. Viele Windows-Programme können leicht mit PlayOnLinux und Wine installiert werden. Das Desktop-Layout ist wahlweise an macOS oder Windows angelehnt, Systemschriftart ist Inter.
Die Distribution wird seit 2008 in Dublin unter Führung von Artyom Zorin entwickelt.

## Einsatz
Die italienische Stadt Vicenza setzt seit April 2016 auf ca. 900 Rechnern Zorin OS anstelle von Windows ein.
Im April 2017 zog die Stadt ein positives Zwischenfazit. So sollen sich Nutzer immer wieder positiv überrascht gezeigt haben, dass Zorin OS ähnlich wie Windows zu bedienen sei. Ebenso wurde die „angenehme grafische Oberfläche“ und die Schnelligkeit des Systems gelobt. Die Umstellung war bislang (inklusive Einrichtung, Optimierungen und Schulungen) kostenneutral. Langfristig werde jedoch mit „beachtlichen“ Ersparnissen gerechnet, u. a. da PCs länger verwendet werden könnten. Neben den Spareffekten soll Zorin OS auch zusätzlich Sicherheitsvorteile bringen, effizienteres Arbeiten durch bessere Performance ermöglichen und die Umstellung eine „politische und ethische“ Entscheidung sein.

## Versionsgeschichte
| Legende: | Ältere Version; nicht mehr unterstützt | Ältere Version; noch unterstützt | Aktuelle Version | Aktuelle Vorabversion | Zukünftige Version |

| Version                           | Basis            | Datum              |
| --------------------------------- | ---------------- | ------------------ |
| 1.0                               |                  | 1. Juli 2009       |
| Limited Edition '09 (2.0 Preview) |                  | 7. Dezember 2009   |
| 2.0                               |                  | 1. Januar 2010     |
| 3.0                               | Ubuntu 10.04 LTS | 10. Juni 2010      |
| 4.0                               | Ubuntu 10.10     | 22. Dezember 2010  |
| 5.0                               | Ubuntu 11.04     | 6. Juni 2011       |
| 5.1                               | Ubuntu 11.04     | 9. Februar 2012    |
| 5.2                               | Ubuntu 11.04     | 23. März 2012      |
| 6.0                               | Ubuntu 12.04 LTS | 18. Juni 2012      |
| 6.1                               | Ubuntu 12.04 LTS | 25. August 2012    |
| 6.2 Lite                          |                  | 15. Februar 2013   |
| 7.0                               | Ubuntu 13.04     | 9. Juni 2013       |
| 8.0                               | Ubuntu 13.10     | 27. Januar 2014    |
| 9.0                               | Ubuntu 14.04 LTS | 15. Juli 2014      |
| 10.0                              | Ubuntu 15.04     | 1. August 2015     |
| 11.0                              | Ubuntu 15.10     | 3. Februar 2016    |
| 12.0                              | Ubuntu 16.04 LTS | 18. November 2016  |
| 12.1                              | Ubuntu 16.04 LTS | 27. Februar 2017   |
| 12.2                              | Ubuntu 16.04 LTS | 8. September 2017  |
| 12.3                              | Ubuntu 16.04 LTS | 15. März 2018      |
| 12.4                              | Ubuntu 16.04 LTS | 13. August 2018    |
| 15.0                              | Ubuntu 18.04 LTS | 5. Juni 2019       |
| 15.1                              | Ubuntu 18.04 LTS | 12. Dezember 2019  |
| 15.2                              | Ubuntu 18.04 LTS | 5. März 2020       |
| 15.3                              | Ubuntu 18.04 LTS | 8. September 2020  |
| 16                                | Ubuntu 20.04 LTS | 17. August 2021    |
| 16.1                              | Ubuntu 20.04 LTS | 10. März 2022      |
| 16.2                              | Ubuntu 20.04 LTS | 27. Oktober 2022   |
| 16.3                              | Ubuntu 20.04 LTS | 27. Juli 2023      |
| 17.0                              | Ubuntu 22.04 LTS | 20. Dezember 2023  |
| 17.1                              | Ubuntu 22.04 LTS | 7. März 2024       |
| 17.2                              | Ubuntu 22.04 LTS | 19. September 2024 |
| 17.3                              | Ubuntu 22.04 LTS | 26. März 2025      |

## Editionen
Zorin OS wird in vier Varianten angeboten.

### Core
Die Core-Edition ist die Standard-Variante von Zorin OS. Sie hat einige grundlegende Programme wie z. B. LibreOffice vorinstalliert. Die Benutzer können zwischen verschiedenen Desktop-Layouts wählen, die u. a. der Oberfläche von Windows 10 ähneln. Die Desktopumgebung ist Gnome.

### Lite
Die Lite-Edition ist speziell für alte Computer gedacht und hat einen geringen Ressourcenverbrauch. Desktopumgebung ist Xfce. Die Edition ist als einzige nicht mit Zorin Connect kompatibel. Für Geräte mit 32-Bit-Prozessor verweist Zorin auf die ältere Version 15.3, die noch bis April 2023 mit Updates versorgt wurde.

### Pro
Die Pro-Edition ist die umfangreichste Edition von Zorin OS und kostet 47,99 € inkl. Mehrwertsteuer (Stand August 2024). Die Desktopumgebung ist Gnome wie bei der Core-Edition. Es gibt zusätzliche Desktop-Layouts, die an macOS, Windows 11 oder Ubuntu angelehnt sind, sowie eine Reihe künstlerisch abstrakter Hintergrundbilder.
Das Programm Barrier erlaubt es mehrere Computer nahtlos mit einer Maus und Tastatur zu bedienen und eine gemeinsame Zwischenablage zu teilen. Auch kann der Computer kabellos über WLAN oder Miracast mit einem Fernseher oder Beamer verbunden werden.
Mit dem Programm Xournal++ kann man mit einem digitalen Eingabestift handschriftliche Notizen auf einem PDF tätigen; Handschrift und geometrische Formen werden dabei automatisch erkannt. Sprachnotizen können aufgenommen und abgespielt werden.
Sollten bei der Installation Probleme auftauchen, gibt es individuellen Support per E-Mail.
Auch für die Pro-Edition gibt es eine Lite-Variante mit der Xfce, diese ist allerdings noch in der Entwicklungsphase.

### Education
Die Education-Edition entspricht der Core-Edition, richtet sich aber besonders an Schulen. Sie beinhaltet eine große Auswahl an Lernsoftware und ist so für den Einsatz im Unterricht geeignet. Mithilfe des Veyon-Classroom-Management können Lehrer die Aktivitäten ihrer Schüler überwachen und ihnen bei Bedarf direkt über eine Remoteverbindung helfen. Die Education-Edition ist auch als Lite-Variante verfügbar.

## Systemanforderungen
Für die verschiedenen Editionen gelten unterschiedliche Mindestanforderungen.
| Edition          | Prozessor                 | RAM  | Speicherplatz | Bildschirmgröße  |
| ---------------- | ------------------------- | ---- | ------------- | ---------------- |
| Lite             | 64-Bit, 1 GHz Single Core | 1 GB | 10 GB         | 800 × 600 Pixel  |
| Core & Education | 64-Bit, 1 GHz Dual Core   | 2 GB | 15–24 GB      | 1024 × 768 Pixel |
| Pro              | 64-Bit, 1 GHz Dual Core   | 2 GB | 40 GB         | 1024 × 768 Pixel |

## Besondere Funktionen

### Zorin Connect
Mit Zorin Connect kann ein Android-Handy mit dem PC synchronisiert werden. Übertragen werden Bilder und Dateien sowie die Zwischenablage in beide Richtungen. Benachrichtigungen des Handys können am PC angezeigt werden. Das Mobiltelefon kann außerdem als Remotetastatur, Maus (Touchpad) und Presenter verwendet werden.
Der Austausch geschieht direkt über eine verschlüsselte, lokale Netzwerkverbindung, sodass keine Daten in der Cloud gespeichert werden.

### Zorin Grid
Zorin Grid ist eine integrierte Software zur Installation und Wartung von vielen Computern mit Zorin OS innerhalb eines Netzwerks. Somit muss die Einrichtung nicht auf jedem Gerät einzeln durchgeführt werden. Die Software richtet sich an Firmen, Behörden und Schulen. Sie ist im Moment (Ende 2023) allerdings noch in der Entwicklung.

### Alternativen zu Microsoft-Schriftarten
In MS-Office-Dokumenten werden meist die Standardschriftarten von Microsoft Office verwendet, z. B. Arial, Times New Roman, Comic Sans oder Calibri. Unter Linux mit LibreOffice dürfen diese Schriftarten nicht vorinstalliert werden, weil sie unter einer proprietären Lizenz stehen. Im Normalfall werden daher inkompatible Schriftarten verwendet, die nicht nur anders aussehen, sondern auch das Layout der Dokumente unter LibreOffice verändern. Zorin OS liefert daher kompatible freie Alternativen mit, bei der die Glyphen (Buchstaben) identische Abmessungen haben.